# Narcisa Suciu
Narcisa Suciu (n. 27 ianuarie 1975, Baia Mare, România) este o artistă interpretă, compozitoare și textieră română.

## Biografie
Narcisa Suciu a absolvit Liceul Mihai Eminescu din Baia Mare, secția Franceză-Engleză. Între anii 1992-1995 urmează cursurile Facultății de Music-Hall din cadrul Universității Ecologice din București. Între anii 2005-2007 urmează cursurile Facultății de Științe Politice secția Comunicare și PR din cadrul UBB Cluj Napoca. A studiat canto și chitara. A câștigat numeroase premii și trofee, printre care:
- Trofeul Ursulețul de Aur din Baia Mare (1991)

- Premiul 3 Cerbul de Aur din Brașov (1997)

- Premiul 2 la Festivalul din Zrenjanin, Iugoslavia (2001)

- Cea mai bună voce feminină din Balcani la Festivalul celor trei Mări din Varna (2003)

- Trofeul Cea mai frumoasă melodie de dragoste din România la Festivalul Cântecului de Dragoste TVR cu melodia „Poate eu, poate tu” a lui Mihai Pocorschi (2002)

A cântat la deschiderea concertului extraordinar susținut de Joan Baez în România pe data de 22 iunie 1997.
În prezent locuiește în Finlanda.